# Війна віннебаго

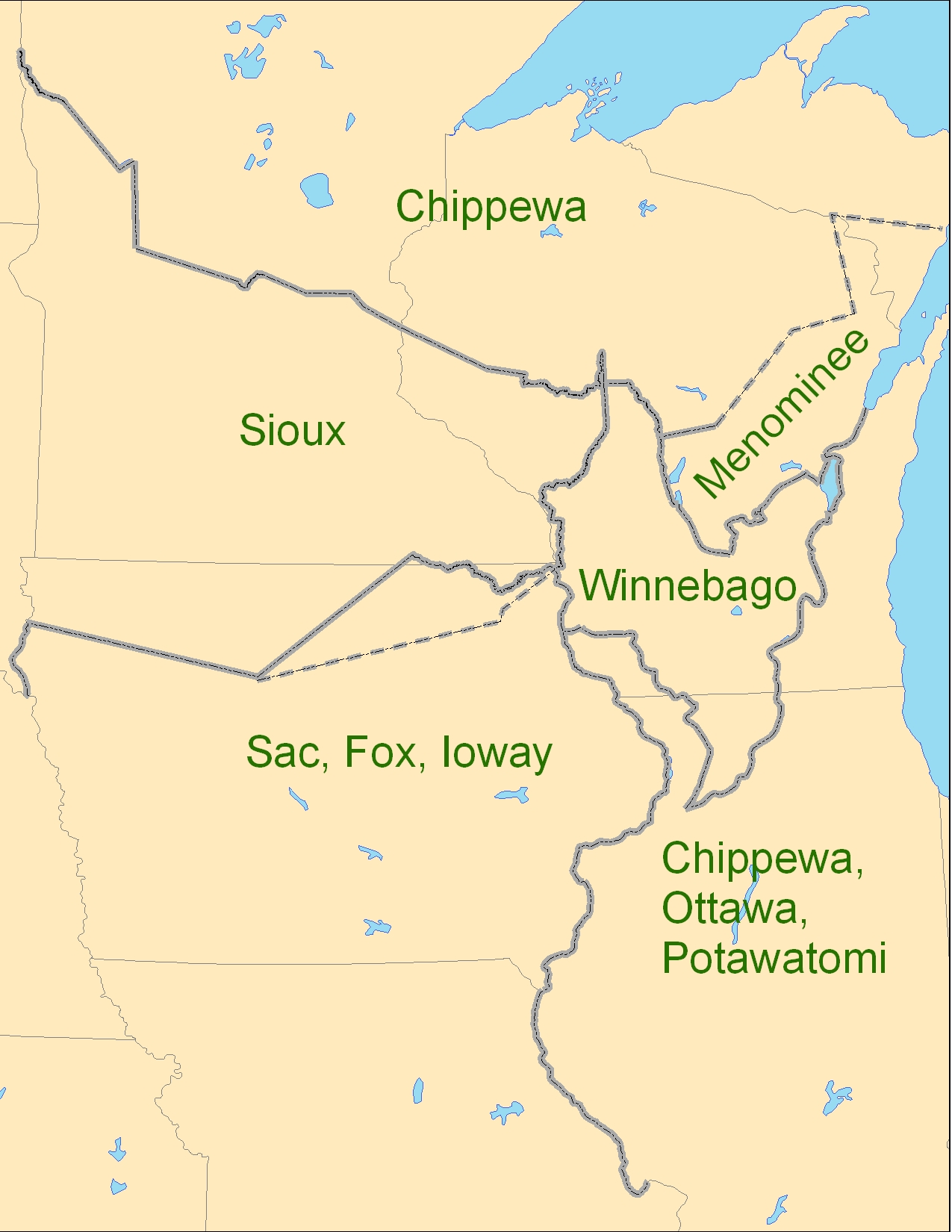
Tribal boundaries negotiated at the 1825 Prairie du Chien treaty.

Війна Віннебаго, також відома як Повстання Віннебаго короткочасний конфлікт, що проходив у верхів'ї ріки Міссісіпі, на території сучасного штату Вісконсин. Бойові дії були обмежені нападами індіанців на цивільне населення, спровоковані напливом шахтарів, що видобували свинець на їхніх землях.
Більшість індіанців регіону не підтримали повстання, тому воно закінчилося, щойно американські чиновники показово застосували військову силу. Плем'я видало владі 8 учасників повстання, у тому числі Червоного Птаха, який, ймовірно, був ініціатором повстання. Червоний Птах помер у в'язниці, очікуючи на суд. Двоє засуджених до страти індіанців були помилувані президентом Джоном Квінсі Адамсом.
У результаті війни Віннебаго поступилися провідним металургійним регіоном Сполучених Штатів. США також збільшили свою військову присутність, побудувавши Форт Віннебаго та зайнявши два закинутих форти. Конфлікт переконав багатьох чиновників, що американці та індіанці не можуть мирно співіснувати, і став однією з причин подальшого переселення індіанців.

## Передумови
Після війни 1812 року США намагалися не допустити воєн між індіанськими племенами. Такі війни ускладнювали купівлю земель в індіанців та переселення індіанців на Захід, що було основною метою кінця 1820-х років.
У цей час білі американці почали масово зазіхати на землі племені Віннебаго, що містили багаті поклади свинцю. Видобування та продаж свинцю були однією з ключових складових економіки племені Віннебаго протягом багатьох років. Між американцями та індіанцями часто виникали сутички, а американські чиновники вважали, що цей регіон має стати невіддільною частиною Сполучених Штатів, і намагалися домовитися з індіанцями, щоб вони відмовились від претензій на нього.

### Вбивство сім'ї Мезод
У березні 1826 року, Франко-канадський чоловік на ім'я Мезод, його дружина-індіанка та їх діти були вбиті індіанцями Віннебаго під час збирання кленового сиропу. Поліція заарештувала двох індіанців, яких підозрювали у вбивстві, але вони втекли. Після цього підполковник Віллоубі Морган (Willoughby Morgan) захопив двох індіанців у заручники і вимагав у племені видати йому підозрюваних.
4 липня 6 індіанців були доставлені племенем у Форт Кроуфорд. Згідно з індіанською традицією, це були не вбивці, вони були передані щоб не допустити покарання всього племені. Однак американці хотіли покарати саме вбивць. Морган затримав всіх шістьох і поставив вимогу вождям індіанців знайти справжніх вбивць. Поширилися чутки, буцім-то плем'я готується штурмувати форт і визволяти бранців, але зрештою двох індіанців були видано.

### Евакуація і чутки
Оскільки чутки про штурм не підтвердилися, гарнізон переїхав у форт Снееллінгу, забравши із собою полонених. Тут вони планували зупинити конфлікт між племенами Дакота й Оджибве. У травні 1827 року індіанці Дакоти атакували Оджибве, але чотирьох із них було захоплено в полон і передано Оджвибе. Там вони були страчені. Плем'я Дакоти вирішило розпочати війну з американцями, і з цією метою сказало Віннебаго, що страчені були також і їхні одноплемінники.
Віннебаго погодилися на початок війни, оскільки розцінили евакуацію з форт Кроуфорд як слабкість американців. Крім того, серед індіанців ширилися чутки про сексуальне насильство американських військових над індіанками. Плем'я Віннебаго розірвало відносини і США та розпочало підготовку до війни.

## Військові дії
Наприкінці червня 1827 року вождь Віннебаго Червоний Птах разом із двома іншими індіанцями вирушив на місце, де, на їхню думку, відбулася страта. Однак, не знайшовши жодних слідів, вони вторглися в будинок місцевого жителя, сина афро-американської медсестри та акушерки «Тітки Мері Енн». Було вбито сина медсестри, його дружину та ще одного чоловіка — найманого працівника чи друга сім'ї. Хто саме здійснив вбивство, невідомо. Червоний Птах разом зі своїми супутниками повернувся до племені із трьома скальпами.
30 червня близько 15 віннебаго разом із кількома дакотцями напало на дві американські яхти. Двоє американців загинуло, чотири отримало поранення; серед індіанців було 7 загиблих. За словами Патріка Юнга, це був перший організований напад індіанців на американців в цьому регіоні з 1812 року.
Віннебаго намагалися схилити на свою сторону інші місцеві племена, але більшість вождів закликало своїх підданих дотримуватися нейтралітету та триматися далі від війни. Навіть усередині племені Червоний Птах не отримав широкої підтримки. Без союзників широкомасштабна війна була неможлива.

## Реакція американців

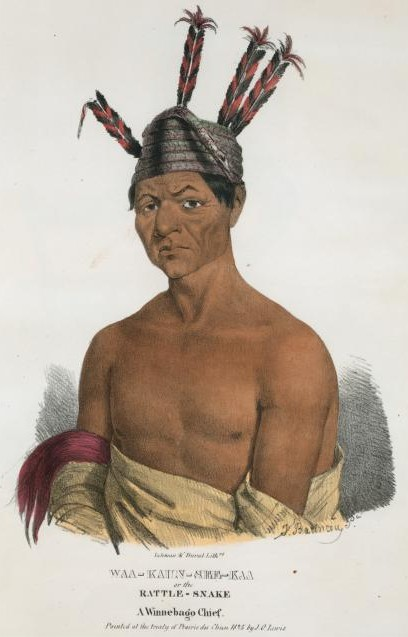
Вождь Вакун Декор, що виступив посередником у переговорах між США та індіанцями. Портрет 1825 року.

Напади викликали паніку у місцевого населення. Вони намагалися втекти у Чикаго чи інші великі міста, або сховатися у закинутому форті Кроуфорд.
Льюїс Касс, губернатор Мічигану, і Томас Мак-Кенні, суперінтендант у справах індіанців розуміли, що головне — не допустити втягнення у повстання інших племен. Вони запросили всіх бажаючих індіанців отримати подарунки та харчові продукти, чим скористалися понад 2000 осіб. Мак-Кенні попередив, що єдиний спосіб не допустити нападу американської армії на землі Віннебаго — це видати організаторів заколоту.
Тим часом почалася мобілізація військових. 10 липня 200 солдатів із форту Снеллінг перемістили до форту Кроуфорд. 29 липня до них приєдналося ще 500 жовнірів з Джеферсона під командуванням генерала Генрі Аткінсона. За кілька днів Генрі Додж зібрав 130 ополченців, переважно з-поміж шахтарів. Губернатор Іллінойсу Нініан Едвардс відправив на допомогу 600 озброєних поліцейських.
На сході Мак-Кенні та майор Вільям Уістер зібрали ще понад 300 військових та ополченців, зокрема з-поміж індіанців та метисів. 29 серпня Аткінсон почав рух річкою Вісконсин до поселення індіанців, сили Уістлера прямували до нього з півночі.
1 вересня військові прибули до індіанців і 3 вересня їх вожді передали їм Червоного птаха та одного його поплічника. У наступні тижні було передано ще 4 учасників повстання.

## Наслідки
Після війни зросла кількість американців, що їхали на ці землі для видобутку свинцю. У січні 1828 року на землях Віннебаго понад 10 000 шахтарів займалися незаконним видобутком свинцю, зокрема загін Генрі Доджа, який розгорнув ту свій табір і стверджував, що навіть американська армія не змусить його звідси піти. Через це Віннебаго 25 серпня 1828 року підписали договір, у якому зобов'язувалися продати США землі зайняті шахтарями.
Затримані індіанці утримувалися у форті Кроуфорд. Американські військові найбільше хотіли покарати Червоного Птаха, вважаючи його лідером повстання. Мартін Зангер переконаний, що ця віра була помилковою, оскільки не враховувала децентралізований характер індіанського суспільства. Прикордонники просто частіше за інших бачили Червоного Птаха, тому вважали його лідером повстання. Червоний Птах захворів на дизентерію і помер 16 лютого 1828 року, ще до початку суду.

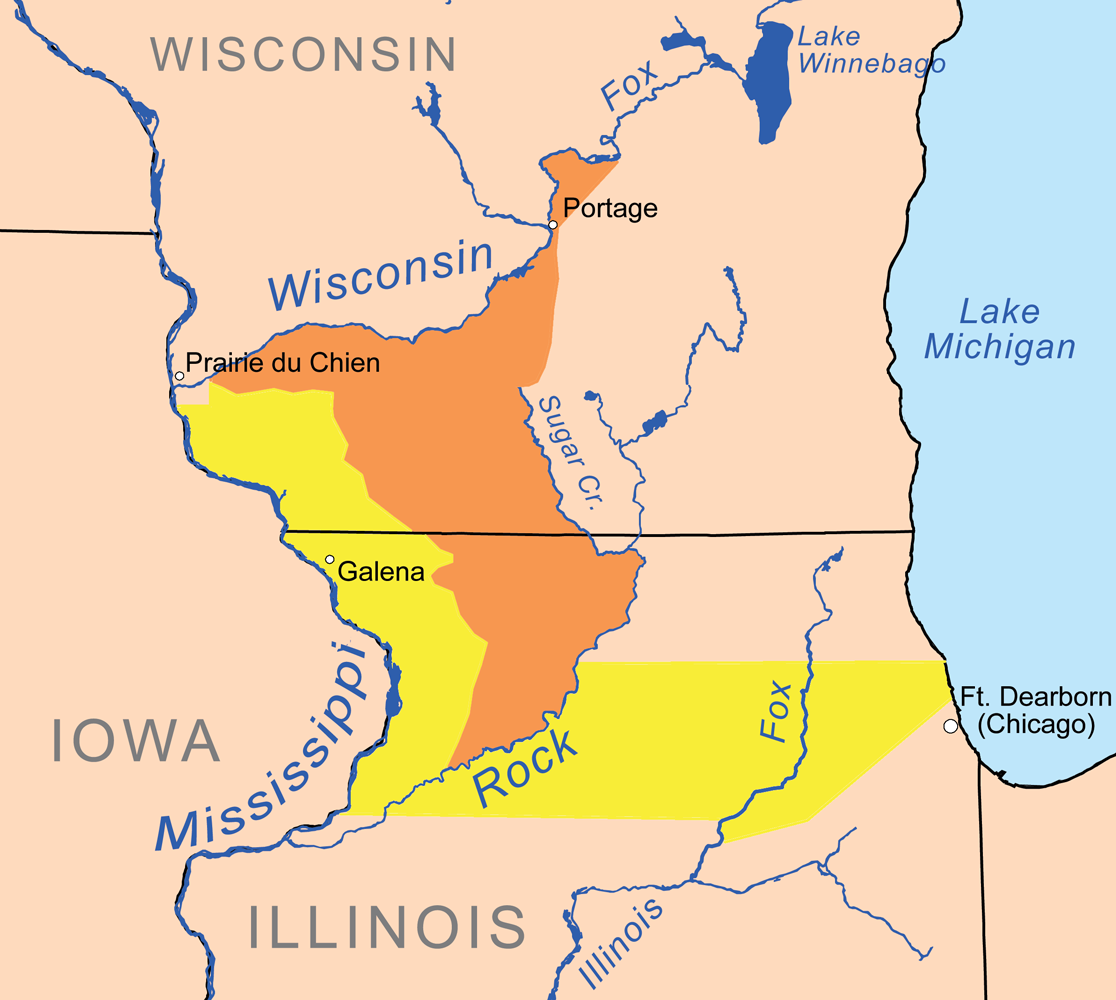
Землі отримані США внаслідок війни Віннебаго виділено помаранчевим, унаслідок угоди з Радою Трьох Вогнів — жовтим.

Через відсутність свідків та складність перекладу судовий процес почався лише в серпні 1828 року. Суддею був Джеймс Дуейн Доті. За словами Патріка Юнга, усі докази вказували на те, що всі вбивства здійснював Червоний Птах. Проте присяжні визнали винними затриманих індіанців і засудили їх до страти. Адвокати подали апеляцію, стверджуючи, що присяжні не врахували всіх доказів.
3 листопада 1828 року президент Джон Квінсі Адамс сказав, що страти, ймовірно, викличуть інше повстання, і помилував індіанців в обмін на продаж землі. У липні й серпні 1829 року в договорах із Радою Трьох Вогнів та племенем Віннебаго США отримували право на використання їхніх земель в обмін на щорічні виплати 16 000$ і 18 000$ відповідно.
Щоб запобігти новим постанням, США збільшили свою військову присутність у регіоні, збудувавши у жовтні 1828 року форт Віннебаго.
Конфлікт також похитнув віру американців у можливість співіснування з індіанцями та їх асиміляцію. 2 грудня 1828 року Президент Адамс заявив, що спроба цивілізувати індіанців провалилася і їх необхідно відселяти на Захід. Цю політику продовжив і його наступник Ендрю Джексон.